# Psammobates
Psammobates is een geslacht van schildpadden uit de familie landschildpadden (Testudinidae). De groep werd voor het eerst wetenschappelijk beschreven door Leopold Fitzinger in 1835. De wetenschappelijke naam is een samenstelling van Oudgrieks ψάμμος (psammos), 'zand' en βαίνειν (bainein), 'lopen'.
Er zijn drie soorten die allen leven in Zuid-Afrika, alleen de knobbellandschildpad (Psammobates tentorius) komt ook voor in Namibië. Deze laatste soort behoorde vroeger overigens tot de padlopers uit het geslacht Homopus, die eveneens allemaal in Zuid-Afrika leven. Vroeger zijn de drie soorten ook wel ingedeeld bij de geslachten Chersinella en Testudo. De geometrische landschildpad (Psammobates geometricus) is een van de 25 meest bedreigde schildpadsoorten ter wereld.
Psammobates-soorten worden ook wel Zuid-Afrikaanse sterschildpadden genoemd. De andere sterschildpadden (de stralenschildpad en de Indische sterschildpad) komen uit het geslacht Geochelone en leven respectievelijk op Madagaskar en in Azië. Alle sterschildpadden hebben een zeer kenmerkende tekening op het schild, voorzien van veel maar regelmatig reliëf waardoor alle soorten populair zijn in de dierenhandel omdat ze er zo mooi uitzien. De basiskleur van het schild is meestal bruin tot zwart, en iedere hoornplaat heeft een bult- tot stekelachtige verhoging met in het midden een gele vlek. De gele vlekken in iedere hoornplaat zijn het centrum van een gele lijnentekening in een stervormig patroon, waardoor in combinatie met het reliëf de schildpad eruitziet als een wandelende edelsteen.
Alle soorten leven in open, droge en zanderige gebieden met niet al te hoge begroeiing zoals savannen. Indien het 's zomers al te heet wordt graven de schildpadden zich in en houden een soort zomerslaap tot het koeler wordt. Het menu is volledig herbivoor, en bestaat uit grassen en andere planten.

## Taxonomie
Geslacht Psammobates
- Soort Geometrische landschildpad (Psammobates geometricus)
- Soort Stekelrandlandschildpad (Psammobates oculifer)
- Soort Knobbellandschildpad (Psammobates tentorius)